# Pig (herramienta de programación)
Pig
es una plataforma de alto nivel para crear programas MapReduce utilizados en Hadoop. El lenguaje de esta plataforma es llamado Pig Latin. Pig Latin abstrae la programación desde el lenguaje Java MapReduce en una notación que hace de MapReduce programación de alto nivel, similar a la de SQL para sistemas RDBMS. Pig Latin puede ser ampliado utilizando UDF (Funciones Definidas por el Usuario) que el usuario puede escribir en Java, Python, Javascript, Ruby o Groovy y luego llamar directamente desde el lenguaje.
Pig fue desarrollado originalmente por Yahoo Research en torno a 2006 por los investigadores para tener una forma ad hoc de crear y ejecutar un trabajo map-reduce en conjuntos de datos muy grandes. En 2007, fue trasladado a Apache Software Foundation.

## Ejemplo
A continuación se muestra un ejemplo de un programa de "Word Count" en Pig Latin:
```
 
lineas_de_entrada
 
=
 
LOAD
 
'/tmp/mi-copia-de-todas-las-paginas-en-internet'
 
AS
 
(
linea:
chararray
);

 

 
-- Extrae las palabras de cada línea y las coloca en un tipo de dato "bolsa" de Pig,

 
-- a continuación aplana la bolsa para obtener una palabra en cada fila

 
palabras
 
=
 
FOREACH
 
lineas_de_entrada
 
GENERATE
 
FLATTEN
(
TOKENIZE
(
linea
))
 
AS
 
palabra;

 

 
-- elimina cualquier palabra que sólo contenga espacios en blanco

 
palabras_filtradas
 
=
 
FILTER
 
palabras
 
BY
 
palabra
 
MATCHES
 
'\\w+'
;

 

 
-- crear un grupo para cada palabra

 
grupo_de_palabras
 
=
 
GROUP
 
palabras_filtradas
 
BY
 
palabra;

 

 
-- contar las entradas en cada grupo

 
conteo_de_palabras
 
=
 
FOREACH
 
grupo_de_palabras
 
GENERATE
 
COUNT
(
palabras_filtradas
)
 
AS
 
conteo,
 
group
 
AS
 
palabra;

 

 
-- ordenar los registros por recuento

 
conteo_de_palabras_ordenado
 
=
 
ORDER
 
conteo_de_palabras
 
BY
 
conteo
 
DESC
;

 
STORE
 
conteo_de_palabras_ordenado
 
INTO
 
'/tmp/numero-de-palabras-en-internet'
;

```

El programa anterior generarà tasques executables paral·leles que es poden distribuir a través de diverses màquines en un clúster Hadoop per comptar el nombre de paraules en un conjunt de dades com totes les pàgines web a Internet.